# Gigartinales
Ordre
Les Gigartinales sont un ordre d'algues rouges de la sous-classe des Rhodymeniophycidae, dans la classe des Florideophyceae.

## Liste des familles
Selon AlgaeBase (6 mai 2012) :
- famille des Acrotylaceae F.Schmitz
- famille des Areschougiaceae J.Agardh
- famille des Blinksiaceae Hollenberg & Abbott
- famille des Calosiphoniaceae Kylin
- famille des Catenellopsidaceae P.A.Robins
- famille des Caulacanthaceae Kützing
- famille des Chondriellaceae Levring
- famille des Corynocystaceae Kraft
- famille des Cruoriaceae (J.Agardh) Kylin
- famille des Cubiculosporaceae Kraft
- famille des Cystocloniaceae Kützing
- famille des Dicranemataceae Kylin
- famille des Dumontiaceae Bory de Saint-Vincent
- famille des Endocladiaceae Kylin
- famille des Furcellariaceae Kylin
- famille des Gainiaceae R.L.Moe
- famille des Gigartinaceae Kützing
- famille des Gloiosiphoniaceae F.Schmitz
- famille des Haemeschariaceae R.T.Wilce & C.A.Maggs
- famille des Kallymeniaceae (J.Agardh) Kylin
- famille des Mychodeaceae Kylin
- famille des Mychodeophyllaceae Kraft
- famille des Nizymeniaceae Womersley
- famille des Phacelocarpaceae Searles
- famille des Phyllophoraceae Nägeli
- famille des Polyidaceae Kylin
- famille des Rhizophyllidaceae F.Schmitz
- famille des Rissoellaceae Kylin
- famille des Schmiziellaceae
- famille des Solieriaceae J.Agardh
- famille des Sphaerococcaceae F.Schmitz & Hauptfleisch
- famille des Tichocarpaceae Kylin

Selon Catalogue of Life (6 mai 2012) :
- famille des Acrosymphytaceae
- famille des Acrotylaceae
- famille des Areschougiaceae
- famille des Blinksiaceae
- famille des Calosiphonaceae
- famille des Catenellopsidaceae
- famille des Caulacanthaceae
- famille des Choreocolacaceae
- famille des Corynocystaceae
- famille des Corynomorphaceae
- famille des Crossocarpaceae
- famille des Cruoriaceae
- famille des Cubiculosporaceae
- famille des Cystocloniaceae
- famille des Dicranemataceae
- famille des Dumontiaceae
- famille des Endocladiaceae
- famille des Furcellariaceae
- famille des Gainiaceae
- famille des Gigartinaceae
- famille des Gloiosiphoniaceae
- famille des Haemeschariaceae
- famille des Hypneaceae
- famille des Kallymeniaceae
- famille des Mychodeaceae
- famille des Mychodeophyllaceae
- famille des Nemastomataceae
- famille des Nizymeniaceae
- famille des Petrocelidaceae
- famille des Peyssonneliaceae
- famille des Phacelocarpaceae
- famille des Phyllophoraceae
- famille des Polyidaceae
- famille des Pseudoanemoniaceae
- famille des Rhizophyllidaceae
- famille des Rissoellaceae
- famille des Sarcodiaceae
- famille des Schizymeniaceae
- famille des Sphaerococcaceae
- famille des Tichocarpaceae
- famille des Wurdemanniaceae

Selon ITIS (6 mai 2012) :
- famille des Acrotylaceae
- famille des Blinksiaceae
- famille des Calosiphoniaceae
- famille des Cruoriaceae
- famille des Dicranemaceae
- famille des Dumontiaceae
- famille des Endocladiaceae
- famille des Furcellariaceae
- famille des Gigartinaceae
- famille des Gloiosiphoniaceae
- famille des Hypneaceae
- famille des Kallymeniaceae
- famille des Phyllophoraceae
- famille des Polyideaceae
- famille des Rhabdoniaceae
- famille des Rhizophyllidaceae
- famille des Rhodophyllidaceae
- famille des Solieriaceae
- famille des Sphaerococcaceae
- famille des Tichocarsaceae
- famille des Weeksiaceae

Selon NCBI (6 mai 2012) :
- famille des Acrotylaceae
- famille des Areschougiaceae
- famille des Calosiphoniaceae
- famille des Caulacanthaceae
- famille des Choreocolacaceae
- famille des Corynocystaceae
- famille des Corynomorphaceae
- famille des Crossocarpaceae
  - genre Beringia
- famille des Cruoriaceae
- famille des Cubiculosporaceae
- famille des Cystocloniaceae
- famille des Dicranemataceae
- famille des Dumontiaceae
- famille des Endocladiaceae
- famille des Furcellariaceae
- famille des Gainiaceae
- famille des Gigartinaceae
- famille des Gloiosiphoniaceae
- famille des Haemeschariaceae
- famille des Hypneaceae
- famille des Kallymeniaceae
- famille des Mychodeaceae
- famille des Mychodeophyllaceae
- famille des Nizymeniaceae
- famille des Peyssonneliaceae
- famille des Phacelocarpaceae
- famille des Phyllophoraceae
- famille des Polyideaceae
- famille des Pseudoanemoniaceae
- famille des Rhizophyllidaceae
- famille des Rissoellaceae
- famille des Solieriaceae
- famille des Sphaerococcaceae
- famille des Tichocarpaceae
- famille des Wurdemanniaceae

Selon World Register of Marine Species (6 mai 2012) :
- famille des Acrotylaceae
- famille des Areschougiaceae
- famille des Blinksiaceae
- famille des Calosiphonaceae
- famille des Catenellopsidaceae
- famille des Caulacanthaceae
- famille des Chondriellaceae
- famille des Choreocolacaceae
- famille des Corynocystaceae
- famille des Crossocarpaceae
- famille des Cruoriaceae
- famille des Cubiculosporaceae
- famille des Cystocloniaceae
- famille des Dicranemataceae
- famille des Dumontiaceae
- famille des Endocladiaceae
- famille des Furcellariaceae
- famille des Gainiaceae
- famille des Gigartinaceae
- famille des Gloiosiphoniaceae
- famille des Haemeschariaceae
- famille des Hypneaceae
- famille des Kallymeniaceae
- famille des Mychodeaceae
- famille des Mychodeophyllaceae
- famille des Nizymeniaceae
- famille des Petrocelidaceae
- famille des Phacelocarpaceae
- famille des Phyllophoraceae
- famille des Polyidaceae
- famille des Pseudoanemoniaceae
- famille des Rhizophyllidaceae
- famille des Rissoellaceae
- famille des Sarcodiaceae
- famille des Solieriaceae
- famille des Sphaerococcaceae
- famille des Stictosporaceae
- famille des Tichocarpaceae
- famille des Wurdemanniaceae

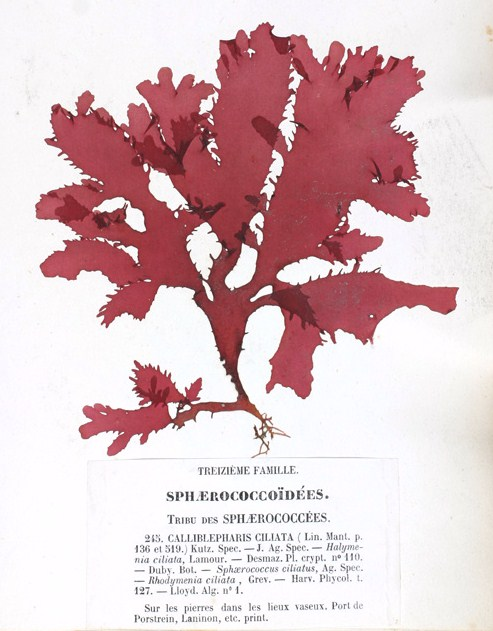
Calliblepharis ciliata, planche de l'herbier des frères Crouan (Pierre-Louis et Hippolyte-Marie).